# Кушнеренко, Михаил Михайлович
Михаил Михайлович Кушнеренко (18 августа 1938, Строгановка — 2 апреля 2021, Херсон) — советский политический и государственный деятель. Глава Херсонской облгосадминистрации (1997—1998). Депутат Верховного Совета УССР 11-го созыва. Член Ревизионной комиссии КПУ в 1986—1990 г. Член ЦК КПУ в 1990—1991 г.

## Биография
Родился 18 августа 1938 года в селе Строгановка.
С 1956 — работал в колхозе имени Горького Чаплинского района.
В 1962 окончил Херсонский сельскохозяйственный институт.
С 1962 — инспектор-организатор Каховского территориального производственного колхозно-совхозного управления, главный агроном совхоза «Новомаячковский» Цюрупинского района.
Член КПСС с 1964 года.
С 1970 — главный агроном совхоза имени Латышских стрелков Цюрупинского района, начальник районного управления сельского хозяйства Цюрупинского райисполкома Херсонской области.
С 1972 — председатель колхоза имени XXI съезда КПСС Цюрупинского района.
С 1975 — председатель Голопристанского райисполкома Херсонской области.
С сентября 1979 — 1-й секретарь Великоалександровского райкома КПУ Херсонской области.
С января 1983 — заведующий сельскохозяйственным отделом Херсонского обкома КП Украины.
С декабря 1983 — 1-й заместитель председателя Херсонского облисполкома.
С 21 декабря 1983 — председатель исполкома Херсонского областного совета народных депутатов
С 23 июня 1987 по август 1991 гг.— 1-й секретарь Херсонского областного комитета Компартии Украины.
С 26 марта 1989 — избран депутатом ВС СССР. С 7 марта 1990 — избран депутатом Херсонского областного совета.
С 05 апреля 1990 — председатель Херсонского областного совета народных депутатов.
С 15 июня 1996 — начальник Херсонского областного управления сельского хозяйства и продовольствия.
С 28 июля 1997 года по 07 апреля 1998 — председатель Херсонской облгосадминистрации.
Скончался 2 апреля 2021 года в Херсоне от осложнений, вызванных коронавирусной инфекцией.

## Награды
- орден Октябрьской Революции
- орден Трудового Красного Знамени
- медаль «За трудовую доблесть»
- медаль «За доблестный труд».